# Burg Mödling
Die Burg Mödling, auch Burgruine Mödling genannt, ist die Ruine einer Höhenburg oberhalb des Mödlingbachtales mit Sicht auf die Stadt Mödling gegen Osten und Richtung Westen zum Husarentempel. Sie liegt im Naturpark Föhrenberge, ca. 1 km hinter dem Abfall der Berge am Rand des Wiener Beckens. Der felsige Abschnitt des Tales zu ihren Füßen, wodurch der Mödlingbach fließt, wird Klausen genannt. Daran schließt Richtung Wienerwald der Mödlinger Stadtteil Vorderbrühl an. Vom Standort der Burg war es, teilweise über vorgeschobene Beobachtungsposten, leicht möglich, von Osten herannahende Gefahren zu erkennen.

## Geschichte

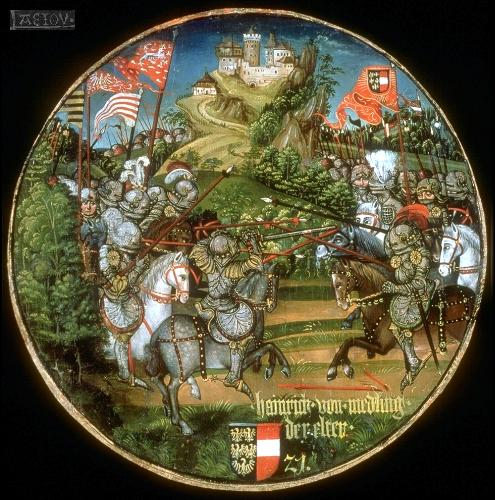
Herzog Heinrich der Ältere von Mödling (1158–1223) im Kampf gegen Soběslav II., mit der Burg Mödling im Hintergrund, dargestellt im Babenberger Stammbaum, Stift Klosterneuburg (erstellt 1489–1492)

Ab dem Jahr 1002 wird eine Burg in Mödling erwähnt, wobei hiermit eine Burganlage um die heutige St. Othmarkirche gemeint sein könnte. Die Burg Mödling war ab spätestens 1177 Sitz einer Nebenlinie der Babenberger, welche als Erbauer gelten, und zunächst ab 1148 als Witwensitz für Theodora, eine Nichte des byzantinischen Kaisers Manuel I., konstruiert wurde. Als Erbauer wird Heinrich de Medlich, Sohn Heinrich Jasomirgotts und Theodoras sowie Bruder von Leopold V. aus der zweiten Hälfte des 12. Jahrhunderts genannt. Heinrich de Medlich (Heinrich der Ältere von Mödling) nannte sich auch Herzog, obwohl Mödling kein Herzogtum war.
Im 12. Jahrhundert soll sie nach Aufzeichnungen und Rekonstruktionen eine der größten Burgen Österreichs gewesen sein.
Prominentester Gast war nach lokaler Überlieferung der Minnesänger Walther von der Vogelweide im Jahr 1219. Dieser Aufenthalt ist allerdings nicht belegt. Die Annahme geht auf die Erwähnung Heinrich des Älteren im „Drei-Fürsten-Preis“ Walthers zurück, in der sich der Minnesänger für die wohlgesinnte Aufnahme am Hofe bedankt. Allerdings gilt dies dem Hof Leopold VI. in Wien. Dahingegen erwähnt ein anderer Minnesänger, nämlich Neidhardt von Reuental in seinem Winterlied „Sumer, dîner süezen weter“ seinen tatsächlichen Aufenthalt in Mödling, wo er nach dem Verlust seines bayrischen Lehens (um 1230) und dem Übertritt nach Österreich Unterkunft erhalten hatte. Die Burgherren waren weniger in Kriege verwickelt, sondern widmeten sich eher der Kunst, wie auch der Minnesänger die Freigiebigkeit am Musenhofe erwähnte. Die in der Burg vorhandene Kapelle war dem heiligen Pankratius gewidmet.
Die späteren Eigentümer, die Habsburger, setzten wiederholt Kastellane (Burggrafen) zur Verwaltung ein.
Zeitweise fiel die Burg an ungarische Herrscher, nämlich 1477 nach Eroberung durch Matthias Corvinus sowie im Jahr 1483.
Die Burg wurde mehrmals Opfer von Flammen, und zwar 1529 im Zuge der Ersten Wiener Osmanenbelagerung und nach dem Wiederaufbau endgültig 1556 durch einen Blitzschlag, worauf die Burg zur Ruine verfiel.
1608 fallen ungarische Söldner in der stattlichen Ruine ein und terrorisieren die Umgebung. Bartholomäus Khevenhüller kann die Räuber vertreiben und erhält 1613 die Burg als Lehen. Als 1683 die Türken in das Land einfallen wird die Burg endgültig zur Ruine und anschließend als von den Anwohnern als Steinbruch benutzt. Nach dem Tod von Franz Christian II. Khevenhüller verkaufen die Erben die Herrschaft an den k.k. Hofkammerrat Johann von Wassenberg. Dessen Enkel verkauft es 1777 an den Freiherren Josef von Penkler. Von diesem kaufte es 1799 der Fürst Stanislaus Poniatowski.
1808 erwarb Fürst Johann I. von Liechtenstein die Ruine und baute eine ahistorische Burg auf der Ruine im Zuge der Gestaltung des Liechtensteinischen Landschaftsparkes. Die im Zuge der Revolutionswirren 1848 zerstörte künstliche Burg verfiel zur Ruine und Liechtenstein übergab diese an die Stadt Mödling.
1965 bis 1970 legte der Museumsverein Mödling die noch vorhandenen romanischen Baureste frei und ließ sie sichern. Da die Burg ein beliebtes Ausflugsziel für Wanderer ist, wurde sie von der Stadt Mödling renoviert und ein Rundgang mit erklärenden Bildtafeln eingerichtet.

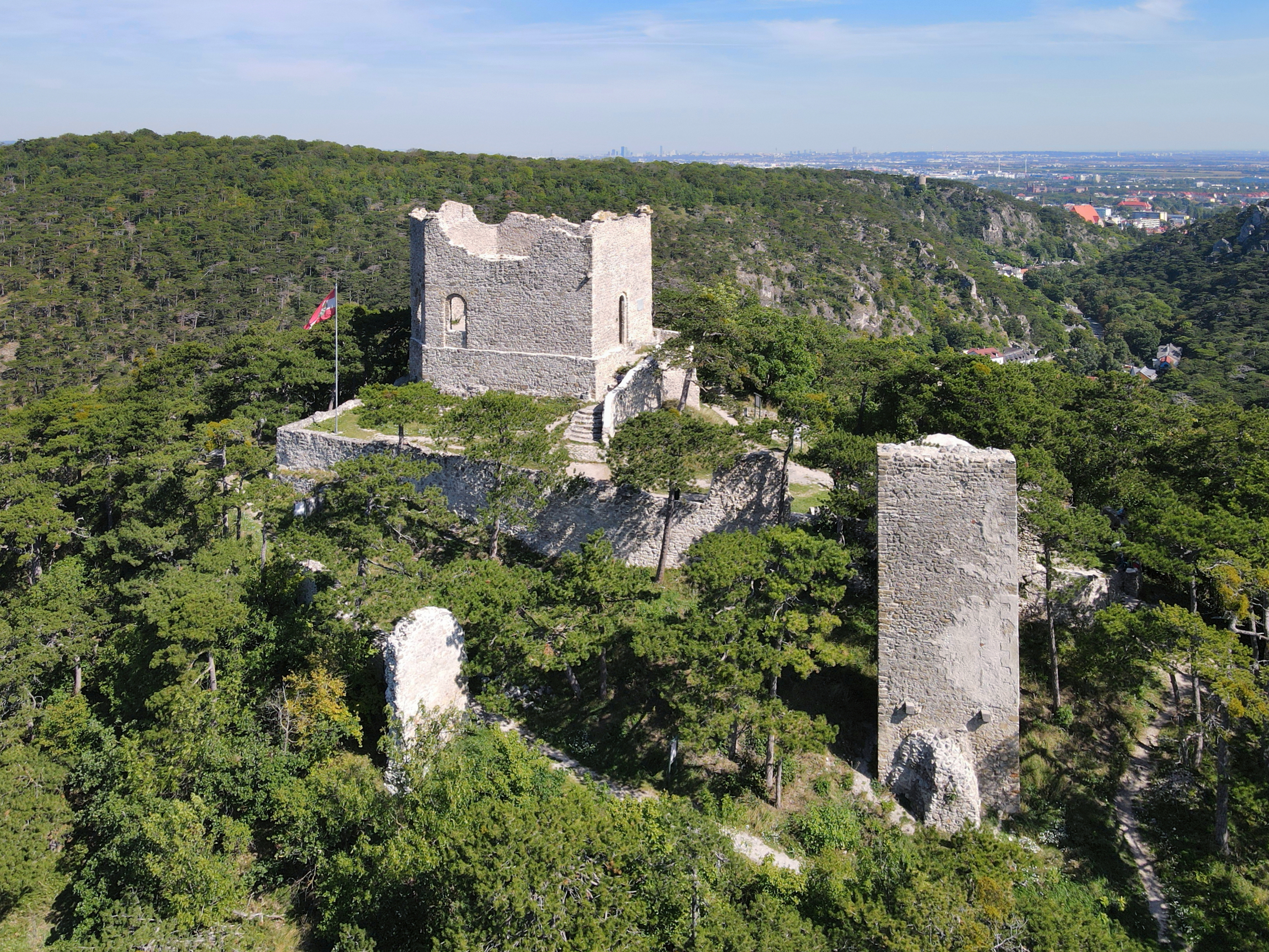
Südwestansicht der Burg
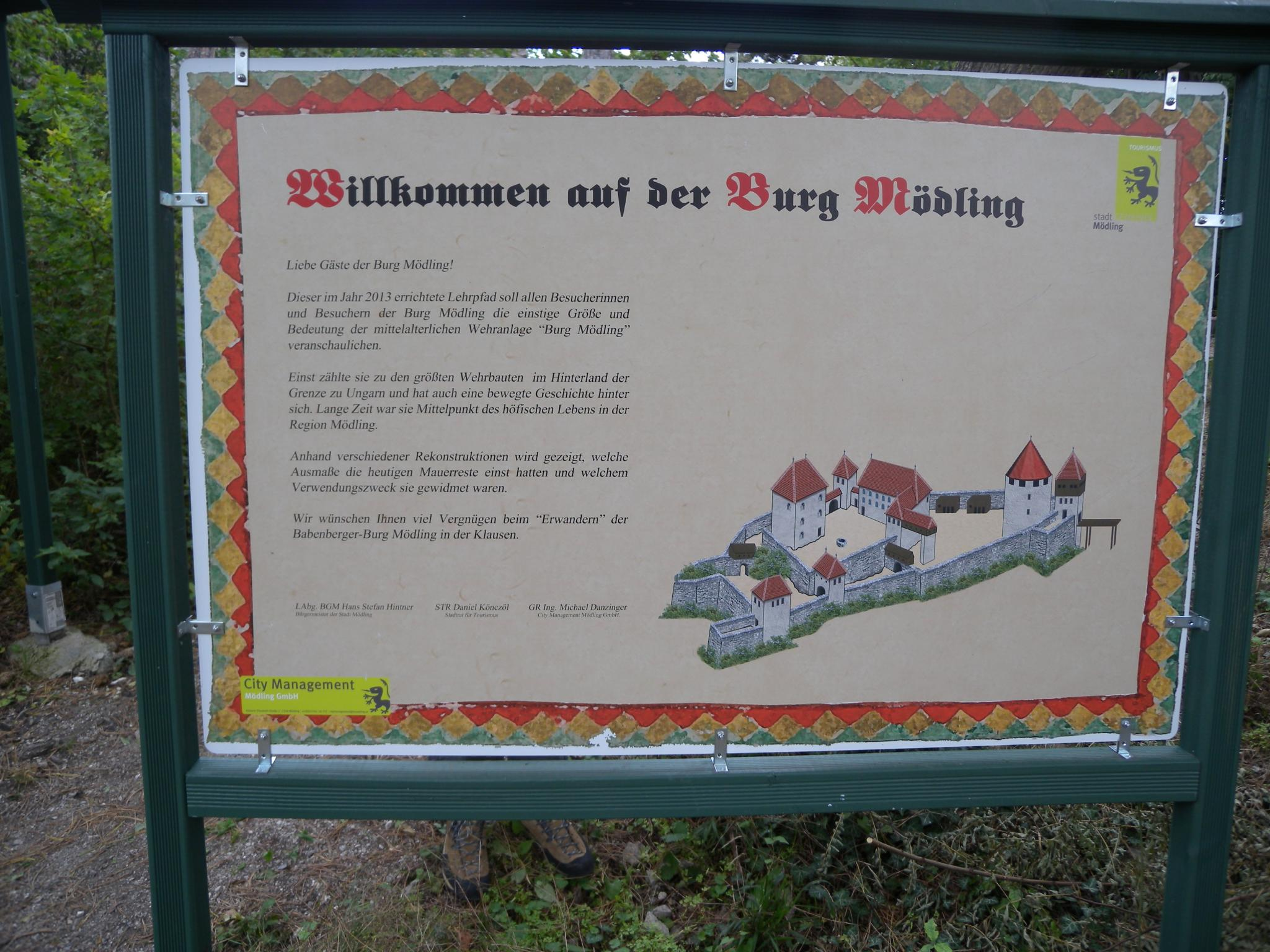
Tafel des Lehrpfades in der Burg mit rekonstruierter Darstellung der Burg im intakten Zustand